# آصف‌السلطنه (سرده)
آصف‌السلطنه (نام علمی: Dimorphotheca) نام یک سرده از زیرخانواده کاسنی‌واریان است. این جنس یا سرده در حدود ۲۰ گونه گیاه علفی یا درختچه ای دارد که بومی آفریقای جنوبی هستند. گونه ای از آن به ایران وارد شده و به عنوان گیاه زینتی کاشته می‌شود.